# パウル・スカンラン
パウル・スカンラン（Paulo Scanlan、1996年8月19日 - ）は、サモアのラグビーユニオン選手、元サッカー選手。

## プロフィール
- サモア出身[1]。
- ポジションはロック(LO)。サッカー選手時代のポジションはミッドフィールダー。
- 身長 171cm、体重 73kg

## 略歴
サッカー選手時代、サッカーサモア代表に選ばれるなど活躍、2019年、ラグビー選手に転向。
2024年、パリ2024五輪の7人制サモア代表に選ばれた。